# Alan Ford (nuotatore)
Alan Robert Ford (Panama, 7 dicembre 1923 – Sarasota, 3 novembre 2008) è stato un nuotatore statunitense.
È stato primatista mondiale dei 100 m stile libero e della staffetta 4x100 m stile libero. Nella disciplina dei 100 m stile libero vinse la medaglia d'argento alle Olimpiadi di Londra 1948. Ford è stato il primo nuotatore a scendere sotto la barriera dei 50 secondi sulla distanza, non ufficiale, delle 100 iarde.
Nel 1966 è diventato uno dei Membri dell'International Swimming Hall of Fame.
Lasciata l'attività sportiva, diviene un ingegnere nel campo petrolifero.
Muore il 3 novembre 2008 a Sarasota, nella contea omonima, in Florida.

## Palmarès
- Olimpiadi

Londra 1948: argento nei 100 m sl.